# Österharun, Raseborg
Österharun är ett skär i Finland. Det ligger i Finska viken och i kommunen Raseborg i den ekonomiska regionen  Raseborg i landskapet Nyland, i den södra delen av landet. Skäret ligger omkring 81 kilometer väster om Helsingfors.
Skärets area är 0,5 hektar och dess största längd är 100 meter i sydöst-nordvästlig riktning. Närmaste större samhälle är Ekenäs, 15,7 km nordväst om Österharun.
På Österharun står en fyr med samma namn.